# Tetanostola hexagona
Tetanostola hexagona är en fjärilsart som beskrevs av Edward Meyrick 1931. Tetanostola hexagona ingår i släktet Tetanostola och familjen äkta malar.
Artens utbredningsområde är Madagaskar. Inga underarter finns listade i Catalogue of Life.